# Фріц Фогт
Фріц Фогт (нім. Fritz Vogt; 17 березня 1918, Мюнхен — 3 квітня 1945, Фюрстенфельд) — німецький офіцер, штурмбанфюрер СС. Кавалер Лицарського хреста Залізного хреста з дубовим листям.

## Біографія
1 квітня 1935 року вступив в частини посилення СС, служив у штандарті СС «Дойчланд». З квітня 1939 року — командир взводу розвідувального батальйону СС дивізії посилення СС. Учасник Польської і Французької кампанії. З початку 1941 року — командир 2-ї роти свого батальйону. Учасник Балканської кампанії і Німецько-радянської війни. З жовтня 1941 року — викладач юнкерського училища СС в Бад-Тельці, з лютого 1942 року — унтерофіцерського училища СС в Лауенбурзі. Влітку 1943 року переведений в дивізію СС «Мертва голова», потім — в запасний навчальний танковий полк СС. З жовтня 1943 року — командир 1-го батальйону 23-го добровольчого моторизованого полку СС «Норге» добровольчої моторизованої дивізії СС «Нордланд». Учасник боїв під Ленінградом і в районі Нарви, де його частина була майже повністю знищена. Керував відновленням батальйону, який в кінці 1944 року був відправлений в Угорщину, де був включений в склад 5-ї танкової дивізії СС «Вікінг» і в березні 1945 року перетворений на 5-й танковий розвідувальний батальйон СС. Загинув у бою.

## Звання
- Манн СС (1 квітня 1935)
- Юнкер СС (1 квітня 1938)
- Штандартенюнкер СС (1938)
- Штандартеноберюнкер СС (1939)
- Унтерштурмфюрер СС (20 квітня 1939)
- Оберштурмфюрер СС (23 квітня 1940)
- Гауптштурмфюрер СС (19 травня 1943)
- Штурмбанфюрер СС (30 січня 1945)

## Нагороди
- Цивільний знак СС (№ 158 844)
- Йольський свічник
- Почесна шпага рейхсфюрера СС
- Кільце «Мертва голова»
- Нагрудний знак Німецької асоціації порятунку життя в золоті
- Спортивний знак СА в бронзі
- Німецька імперська відзнака за фізичну підготовку в бронзі
- Медаль «У пам'ять 13 березня 1938 року»
- Медаль «У пам'ять 1 жовтня 1938»
- Залізний хрест
  - 2-го класу (23 вересня 1939)
  - 1-го класу (27 травня 1940)
- Нагрудний знак «За поранення»
  - в чорному (10 травня 1940)
  - в сріблі (19 червня 1941)
  - в золоті (9 лютого 1943)
- Лицарський хрест Залізного хреста з дубовим листям
  - лицарський хрест (4 вересня 1940) — запропонований Вільгельмом Брандтом і представлений Паулем Гауссером 18 червня 1940 року.
  - дубове листя (№ 785; 16 березня 1945) — представлений Гербертом Отто Гілле 10 лютого 1945 року.
- Штурмовий піхотний знак в бронзі (грудень 1940)
- Нагрудний знак «За участь у загальних штурмових атаках» в сріблі
- Німецький хрест в золоті (8 лютого 1942)
- Нагрудний знак ближнього бою в бронзі (листопад 1943)
- 3 нарукавні знаки «За знищений танк» (лютий 1945)